# نبيل حريولي
نبيل حريولي (باللغة الأمازيغية : ⵏⴰⴱⵉⵍ ⵀⴰⵔⵢoⵓⵍⵉ و بلاتينية : Nabil Haryouli)، من مواليد 24 مارس 1999 في فوربورخ بهولندا، هو ملاكم هولندي أمازيغي مغربي في رياضة الكيك بوكسينغ سابقاً و رائد أعمال حوَّلَ أسلوبه الرياضي إلى أسلوب الفنون القتالية المختلطة أم أم إيه (بلاتينية : MMA).

## السيرة الذاتية

### النشأة والبدايات في الرياضة (1999-2014)
ولد نبيل حريولي في فوربورخ بهولندا، وسط عائلة أمازيغية من المهاجرين المغاربة في هولندا، و نشأ وسط بيئة أمازيغية حيث والديه كِلَاهُمَا يتحدثان باللغة الأمازيغية. و يعود أصله تحديداً إلى عين الحمراء (باللغة الأمازيغية : ⵜⴰⵔⴰ ⵜⴰⵣⴳⴰⵖⵜ) و هي قرية بالريف تابعة لجماعة أجدير، شمال إقليم تازة بالمغرب. تنتمي القرية إلى اتحاد القبيلة الأمازيغية الريفية المعروفة بـ"جزناية" التي ينتمي إليها أيضاً الملاكم الأمازيغي المغربي إلياس النهاشي.
نشأ نبيل بين أسرة مكونة من أخت صغيرة وثلاثة إخوة أكبر منه، اثنان منهم، حليم وهشام، يؤدون دور المدربين. منذ طفولته وهو منغمس في البيئة الرياضية و بالأخص بالكيك بوكسينغ، حيث كان والده ملاكمًا هاويًا في المغرب يمارس أسلوب الكيك بوكسينغ، في حين أن شقيقه هشام ملاكم كيك بوكسينغ محترف.
منذ سن الخامسة، مارس نبيل رياضة الجمباز قبل أن يحوَّل ممارسته الرياضية إلى التنس. عندما بلغ التاسعة من عمره، خطى خطواته الأولى في الملاكمة بانضمامه إلى المنتخب الهولندي. شارك في جولات أوروبية، خاصة في التشيك وألمانيا وبولندا واسكتلندا وإيرلندا وويلز.
في الثالثة عشرة من عمره، حوَّلَ أسلوبه القتالي إلى رياضة الكيك بوكسينغ، ملهما بشخصيات بارزة في عالم الملاكمة مثل مايك تايسون ومحمد علي. في الرابعة عشرة من عمره، شاهد أخاه الأكبر، لاعب الكيك بوكسينغ المحترف، يقاتل خلال حدث رياضي. هذا الحدث الحاسم دفع نبيل إلى اعتناق رياضة الكيك بوكسينغ بشكل كامل و دائم.
وفي سن الخامسة عشرة، افتتح شقيقه الأكبر معهد للكيك بوكسينغ في مدينة فوربورخ، و انضم نبيل بين الممارسين. بعد نزالاته الأولى، تقدم بسرعة عبر الأقسام C وB وحتى A.
وتحقيقاً للموازنة بين الرياضة والدراسة، حصل نبيل حريولي على شهادة جامعية في العلوم الإنسانية في جامعة روتردام للعلوم التطبيقية (باللاتينية : Rotterdam University of Applied Science) عام 2019.

### إنفيوجن (2017-2022)
وقع أول عقد احترافي له مع منظمة إنفيوجن العالمية (باللاتينية : Enfusion) عندما كان عمره 17 عامًا. في أول نزال احترافي له، هزم جوي فان هوتن (باللاتينية : Joey van Houten) في الجولة الأولى في آيندهوفن. وبعد شهر، سافر إلى تايلاند لتجربة أسلوب قتالي جديد و هو الموياي تاي مع منظمة القتال التايلاندية : تاي فايت (باللاتينية : Thai Fight). فاز في الجولة الأولى بالضربة القاضية ضد مقاتل محلي، وانتهى به الأمر بالعودة إلى هولندا بعد شهر وخسر معركته الأولى في آيندهوفن أمام الكيك بكسر الأمازيغي المغربي إلياس زوغاري (باللاتينية :Ilias Zouggary) بعد 3 جولات و كانت تلك الهزيمة هي الأولى والأخيرة في مسيرته الرياضية حيث لم يتمكن أحد بعد ذلك بالتغلب عليه و هزيمته.
وبعد شهر، في مارس 2017، تم اختياره ضمن فريق إنفيوجن تالنتس (باللاتينية : Enfusion Talents) وشارك في بطولة في أبو ظبي ضد المغربي عبد الإله بوزكري (باللاتينية : Abdelilah Bouzakri). تمكن نبيل بالفوز على خصمه بالضربة القاضية في الجولة الثالثة. بعد عودته إلى آيندهوفن و بعد شهر فقط، تغلب على المغربي محمد محدّد (باللاتينية : Mohammed Mouhadad). مسجلاً إنتصارات متكررة في سجله الرياض في بطولات إنفيوجن في نهاية عام 2017، بما في ذلك فوز حاسم على التركي كيرم لورت (باللاتينية : Kerem Lort) و فوز بالضربة القاضية في الجولة الأولى ضد الروسي آرثر نيزخو (باللاتينية : Arthur Neyezkho)، و فوز أخر بالضربة القاضية في الجولة الأولى ضد الليتواني فيتوتاس ويتاز (باللاتينية : Vytautas Wheetaz). و تمكن بالفوز بالضربة القاضية في الجولة الأولى أمام البرتغالي إيجور فرنانديز (باللاتينية : Igor Fernandes) في أبو ظبي.
في 13 أبريل 2019، فاز نبيل بعد ثلاث جولات ضد الفرنسي يوسف أكدادر (باللاتينية : Youssef Akdader) في أوركيز بفرنسا. و بفضل انتصاراته المتكررة و بسبب ضرباته القوية و لكمته المتفجرة التي تسببت في العديد من الضربات القاضية داخل منظمة إنفيوجن تم لقبه بلقب "تايسون" نسبة إلى الملاكم الشهير و القوي مايك تايسون.

### الفنون القتالية المختلطة (منذ 2022)
خلال جائحة كوفيد-19، بدأ نبيل حريولي بإعادة التفكير في مسيرته الرياضية في بداية عام 2021 و تحدث عن رغباته وطموحاته في ممارسة رياضة الفنون القتالية المختلطة (MMA) في المستقبل.
في 16 يوليو 2021، تم التخطيط لنزاله الأول في الفنون القتالية المختلطة ضد الإسباني خوان باراغان (بلاتينية : Juan Barragan) خلال حدث إنفيوجن كايج إفنتس 5 إم إم إيه (بلاتينية : Enfusion Cage Events 5 MMA). قبل يوم واحد من موعد النزال، إنسحب خصمه بدون ذكر أسباب محددة.
في 3 سبتمبر 2021، ظهر لأول مرة في فنون القتال المختلطة في منظمة إنفيوجن (بلاتينية : Enfusion) في نزال ضد الإنجليزي كايل تود ‏ (بلاتينية : Kyle Todd) فاز نبيل في الجولة الأولى حيث استغرق الأمر 45 ثانية فقط لإنهاء النزال بالضربة القاضية الفنية (TKO).
استمر في ممارسة رياضة الكيك بوكسينغ إلى جانب الفنون القتالية المختلطة، و في 12 نوفمبر 2021، فاز في نزاله في الكيك بوكسينغ في الجولة الأولى و استغرق الأمر 30 ثانية فقط لكي يفوز على خصمه التركي إزاتين التونسوز (بلاتينية : Izzettin Altunsoz).
في 11 يونيو 2023، هزم البرتغالي إيغور فيليبي (بلاتينية : Igor Felipe) بالضربة القاضية الفنية (TKO) في الجولة الأولى في حدث 8TKO كايج (بلاتينية : 8TKO Cage) في ألكمار.

## قائمة الجوائز
- ×2 بطل العالم WMTA للمواي تاي 66.80 كجم
- بطل العالم للجائزة الكبرى محمد 6 (باللاتينية :Champion du World Grand Prix Mohamed 6) - 67 كجم
- FS بطل أوروبا - 67 كجم
- بطولة (MON Champion néerlandais) 66 كجم[9]

## حياة شخصية

### ريادة الأعمال
درس نبيل إدارة الأعمال في جامعة هوجسكول روتردام (باللاتينية : Hogeschool Rotterdam)، ودرس صديقه يوسيف عزاوي عناية الأسنان.
في مارس 2023، افتتح حريولي، البالغ من العمر 23 عامًا، عيادته الخاصة لطب الأسنان في فوربورخ بالتعاون مع صديقه يوسيف عزاوي تحت اسم Make Me Smile. وتبين أن المشروع ناجح جيداً و أن الأداء الاقتصادي أفضل من المتوقع.
وكشف حريولي عن سعادته بالتعاون مع صديقه يوسيف، معلناً: « في الأوقات التي يتعين علي فيها التدرب كثيرًا والتركيز على القتال، فإنه يتولى الأمر ».

### البيئة الأمازيغية
نشأ نبيل حريولي وسط بيئة أمازيغية تفتخر بأمزيغيتها، فإنه مثل الكثير من المغاربة، لا يتحدث بالدارجة المغربية أو اللغة العربية بل يتحدث باللغة الأمازيغية و لهجتها الزناتية : تريفيت و يتحدث لغة بلد ولادته هولندا : اللغة الهولندية.

## مسيرته التمثيلية
في عام 2020، ظهر في الموسم الثاني والموسم الثالث من المسلسل التلفزيوني الهولندي موكرو مافيا ( باللاتينية Mocro Maffia)، حيث لعب دور بريدي ماروكاان (بالهولندية : Brede Marokkaan).
تحكي قصة المسلسل قصة الموكرو مافيا أو المافيا المغربية وهي منظمة مافيا إجرامية مغربية ناشطة في هولندا.

## انظر كذلك

#### أفلام وثائقية وتقارير
نبيل حريولي في مقابلة عن طفولته ومسيرته، راجع المقابلة : فيديو.
 Vasten met Gasten، مقابلة إسماعيل إلجون مع نبيل حريولي : فيديو.
 Nabil Haryouli over debuut in Mocro Maffia 3 (بالعربية :  نبيل حريولي في أول ظهور له في Mocro Maffia 3)، تقرير لنبيل حريولي على يوتيوب مع Brahim Vlogs.

### روابط خارجية
- الملف الشخصي على تلفزيون Muay Thai
- معلومات عن إنفيوجن لايف
- نبيل حريولي على الموقع الرسمي لعيادته في طب الأسنان.
- نبيل حريولي في قاعدة بيانات الأفلام على الإنترنت